# Сезон ФК «Хунгарія» (Будапешт) 1928—1929
Сезон ФК «Хунгарія» 1928–1929 — сезон угорського футбольного клубу «Хунгарія». У чемпіонаті Угорщини команда посіла перше місце після трирічної перерви. 

## Склад команди
| № | Поз. | Нац.     | Гравець       |
| - | ---- | -------- | ------------- |
|   | ВР   | Угорщина | Ерне Немет    |
|   | ВР   | Угорщина | Йожеф Уйварі  |
|   | ВР   | Угорщина | Ференц Фехер  |
|   | ЗХ   | Угорщина | Дьюла Манді   |
|   | ЗХ   | Угорщина | Ференц Кочиш  |
|   | ПЗ   | Австрія  | Йозеф Шнайдер |
|   | ПЗ   | Угорщина | Габор Клебер  |
|   | ПЗ   | Угорщина | Бела Ребро    |
|   | ПЗ   | Угорщина | Генрік Надлер |
|   | ПЗ   | Угорщина | Лайош Вебер   |
|   | ПЗ   | Угорщина | Густав Шебеш  |

| № | Поз. | Нац.     | Гравець        |
| - | ---- | -------- | -------------- |
|   | НП   | Угорщина | Ференц Хірзер  |
|   | НП   | Угорщина | Дьордь Мольнар |
|   | НП   | Угорщина | Єне Кальмар    |
|   | НП   | Угорщина | Дьордь Шкварек |
|   | НП   | Угорщина | Золтан Опата   |
|   | НП   | Угорщина | Моріц Хаар     |
|   | НП   | Румунія  | Юліу Бараткі   |
|   | НП   | Угорщина | Іштван Єкль    |
|   | НП   | Угорщина | Габор Урбанчик |
|   | НП   | Угорщина | Єне Надь       |

## Чемпіонат Угорщини

### Підсумкова турнірна таблиця
|    | Турнірна таблиця       | І  | В  | Н | П  | ГЗ | ГП | Р   | О  |
| -- | ---------------------- | -- | -- | - | -- | -- | -- | --- | -- |
| 1  | Хунгарія (Будапешт)    | 22 | 16 | 5 | 1  | 76 | 24 | +52 | 37 |
| 2  | Ференцварош (Будапешт) | 22 | 16 | 4 | 2  | 79 | 20 | +59 | 36 |
| 3  | Уйпешт (Будапешт)      | 22 | 13 | 4 | 5  | 64 | 35 | +29 | 30 |
| 4  | Бочкаї (Дебрецен)      | 22 | 11 | 3 | 8  | 41 | 40 | +1  | 25 |
| 5  | Баштя (Сегед)          | 22 | 10 | 3 | 9  | 40 | 35 | +5  | 23 |
| 6  | Керюлеті (Будапешт)    | 22 | 7  | 6 | 9  | 27 | 37 | −10 | 20 |
| 7  | Немзеті (Будапешт)     | 22 | 7  | 5 | 10 | 33 | 39 | −6  | 19 |
| 8  | Шомодь (Капошвар)      | 22 | 7  | 3 | 12 | 41 | 53 | −12 | 17 |
| 9  | Кішпешт (Будапешт)     | 22 | 5  | 6 | 11 | 27 | 48 | −21 | 16 |
| 10 | Будаї 11 (Будапешт)    | 22 | 5  | 5 | 12 | 32 | 60 | −28 | 15 |
| 11 | Вашаш (Будапешт)       | 22 | 5  | 4 | 13 | 26 | 68 | −42 | 14 |
| 12 | Шабарія (Сомбатгей)    | 22 | 4  | 4 | 14 | 28 | 52 | −24 | 12 |

### Статистика виступів у чемпіонаті
| Основний склад | Кількість проведених матчів |
| --- | --------------------------- |
| Немет Манді Кочиш Клебер Вебер Шнайдер Мольнар Шкварек Хаар Хірзер Кальмар |                             |
| Ерне Немет (10) |                             |
| Дьюла Манді (22) |                             |
| Ференц Кочиш (22) |                             |
| Габор Клебер (21.1) |                             |
| Лайош Вебер (11.1) |                             |
| Йозеф Шнайдер (20.1) |                             |
| Моріц Хаар (12.6) |                             |
| Дьордь Мольнар (20.13) |                             |
| Єне Кальмар (18.19) |                             |
| Дьордь Шкварек (13.8) |                             |
| Ференц Хірзер (22.15) |                             |
| Інші гравці: Йожеф Уйварі (10), Ференц Фехер (2); Бела Ребро (8), Густав Шебеш (3.1) Генрік Надлер (2); Золтан Опата (8), Юліу Бараткі (6.6), Іштван Єкль (6.4), Єне Надь (4.1) Лерінц Трітц (1), Габор Урбанчик (1); тренер: Бела Ревес |                             |

## Кубок Мітропи
| 1/4 перший матч 20.08.1928 | «Рапід» (Відень)                                    | 6:4 | «Хунгарія» (Будапешт)                  | Відень                                                                    |  |
| | 18' Кутан 32' Веселік 57' 73' Хорват 68' 78' Весели |     | 16' Мольнар 50' 83' Кальмар 63' Хірзер | Стадіон: Рапід-Платц Глядачі: 20 000 Суддя: Густав Кріст (Чехословаччина) |  |
| Рапід: Гріфтнер - Вітшель, Шрамсайс - Фрювірт, Смістик, Мадльмаєр - Кірбес, Веселік, Кутан, Хорват, Весели(к), тренер: Бауер Хунгарія: Фехер - Манді, Кочиш - Клебер, Вебер, Шнайдер - Хаар, Мольнар (к), Кальмар, Шкварек, Хірзер, тренер: Мольнар |                                                     |     |                                        |                                                                           |  |

| 1/4 другий матч 25.08.1928 | «Хунгарія» (Будапешт)       | 3:1 (7:7 заг.) | «Рапід» (Відень) | Будапешт                                                                     |  |
| | 13' Кальмар 32' 40' Мольнар |                | 72' (аг) Кальмар | Стадіон: Хунгарія Корут Глядачі: 15 000 Суддя: Густав Кріст (Чехословаччина) |  |
| Хунгарія: Уйварі - Манді, Кочиш - Клебер, Вебер, Шнайдер - Хаар, Мольнар (к), Кальмар, Шкварек, Хірзер, тренер: Мольнар Рапід: Гріфтнер - Вітшель, Шрамсайс - Фрювірт, Смістик, Мадльмаєр - Кірбес, Веселік, Цернік, Хорват, Весели(к), тренер: Бауер |                             |                |                  |                                                                              |  |

| 1/4 перегравання 01.09.1928 | «Рапід» (Відень) | 1:0 (д.ч.) | «Хунгарія» (Будапешт) | Відень                                                              |  |
| | 99' Вітшель      |            |                       | Стадіон: Гоге Варте Глядачі: 35 000 Суддя: Альбіно Карраро (Італія) |  |
| Рапід: Гріфтнер - Вітшель, Шрамсайс - Фрювірт, Смістик, Мадльмаєр - Кірбес, Веселік, Кутан, Хорват, Весели(к), тренер: Бауер Хунгарія: Уйварі - Манді, Кочиш - Клебер, Вебер, Шнайдер - Хаар, Мольнар (к), Кальмар, Шкварек, Хірзер, тренер: Мольнар |                  |            |                       |                                                                     |  |

### Статистика виступів
| Воротарі: Йожеф Уйварі (2), Ференц Фехер (1) Захисники: Ференц Кочиш (3), Дьюла Манді (3) Півзахисники: Йозеф Шнайдер (3), Габор Клебер (3), Лайош Вебер (3) Нападники: Ференц Хірзер (3.1), Єне Кальмар (3.3), Дьордь Шкварек (3), Моріц Хаар (3), Дьордь Мольнар (3.3) |

## Товариські матчі
| ТМ 25.12.1928 | «Ювентус»            | 2:4        | Хунгарія                       | Турин |  |
| | Чевеніні 6' Орсі 42' | (протокол) | 28' 34' 78' Кальмар 85' Хірзер |       |  |
| Ювентус: Джанп'єро Комбі (Анджело Бедіні), Вірджиніо Розетта, Умберто Калігаріс, Оресте Барале, Маріо Варльєн, Карло Бігатто, Едмондо Делла Валле, Антоніо Вояк, Карло Кротті, Луїджі Чевеніні, Раймундо Орсі Хунгарія: Ференц Фехер, Дьюла Манді, Ференц Кочиш, Бела Ребро, Лайош Вебер, Йозеф Шнайдер, Моріц Хаар, Дьордь Мольнар, Єне Кальмар, Ференц Хірзер, Золтан Опата |                      |            |                                |       |  |